# Pyrjatyn
Pyrjatyn (in ucraino Пирятин?) è una città  dell'Ucraina (14 988 abitanti) situata nel distretto di Lubny, nell'oblast' di Poltava. Ospita l'amministrazione  della comunità territoriale di Pyrjatyn, una delle comunità territoriali dell'Ucraina.
Fino al 18 luglio 2020 Pyrjatyn era il centro amministrativo del distretto di Pyrjatyn, abolito come parte della riforma amministrativa dell'Ucraina, che ha ridotto a quattro il numero dei distretti dell'oblast' di Poltava. L'area del distretto di Pyrjatyn è stata trasferita al distretto di Lubny.